# Tugium
Tugium (Eigenschreibweise: TUGIUM) ist das wissenschaftliche Jahrbuch des Schweizer Kantons Zug. Der Name bezieht sich auf die latinisierte Bezeichnung für Zug, welche im 16. Jahrhundert vom Humanisten Glarean geschaffen wurde, basierend auf dem helvetischen Volk der Tougener.
Das Jahrbuch wird seit 1985 jährlich vom Regierungsrat des Kantons Zug herausgegeben. Es enthält Beiträge des Staatsarchivs des Kantons Zug, des Amtes für Denkmalpflege und Archäologie, des Kantonalen Museums für Urgeschichte Zug und des Museums Burg Zug. Der erste Teil des Jahrbuchs enthält jeweils Berichte dieser Ämter und Museen über ihre Arbeit im vergangenen Jahr sowie eine Bibliografie der wichtigsten Neuerscheinungen ihrer Fachgebiete; im zweiten Teil werden Forschungsbeiträge über neue Erkenntnisse zur Landes- und Kulturgeschichte des Kantons Zug vorgestellt.
Die Redaktion des Jahrbuchs hat ihren Sitz bei der Staatskanzlei Zug.
Sämtliche bisher erschienenen Ausgaben von Tugium sind auch als Online-Ausgabe über die Open-Access-Plattform E-Periodica kostenfrei abrufbar.